# Gran Premio Sunny Beach
El Gran Premio Sunny Beach (oficialmente: GP Sunny Beach) fue una carrera ciclista profesional por etapas que se disputaba en la urbanización costera de Sunny Beach cerca de Nesebar (Bulgaria), en el mes de mayo.
Solo se disputaron dos ediciones. La primera en 2004, catalogada de categoría 2.5, fue llamada Prix de la Slantchev Brjag (en español: "Premio de la Costa del Sol") con inicio y final de sus 3 etapas + prólogo en esa misma costa. Ya con la creación de los Circuitos Continentales UCI en 2005 se incorporó al UCI Europe Tour en la categoría 2.2 (última categoría del profesionalismo) y adoptó el nombre más internacional de G. P. Sunny Beach con inicio y final de sus 4 etapas (la primera contrarreloj) en Nesebar.
El ganador del 2004, Ivailo Gabrovski, hizo historia al ganar todas las etapas y la general.

## Palmarés
| Año  | Ganador          | Segundo            | Tercero             |
| ---- | ---------------- | ------------------ | ------------------- |
| 2004 | Ivailo Gabrovski | Andriy Yatsenko    | Vytautas Kaupas     |
| 2005 | Evgeni Gerganov  | Martin Prazdnovski | Svetoslav Tchanliev |

## Palmarés por países
| País     | Victorias |
| -------- | --------- |
| Bulgaria | 2         |